# Puchar Świata w Zapasach 2001
Zawody Pucharu Świata w 2001 roku
- w stylu klasycznym mężczyzn i stylu wolnym kobiet rywalizowano w dniach 3–4 listopada w Levallois we Francji,
- w stylu wolnym mężczyzn w dniach 5 i 6 maja w Baltimore w USA.

## Styl klasyczny

### Ostateczna kolejność drużynowa
| Poz. | Państwo           |
| ---- | ----------------- |
|      | Rosja             |
|      | Turcja            |
|      | Stany Zjednoczone |
| 4.   | Francja           |
| 5.   | Egipt             |

## Styl wolny

### Ostateczna kolejność drużynowa
| Poz. | Państwo           |
| ---- | ----------------- |
|      | Stany Zjednoczone |
|      | Iran              |
|      | Rosja             |
| 4.   | Turcja            |
| 5.   | Uzbekistan        |

## Styl wolny - kobiety

### Ostateczna kolejność drużynowa
| Poz. | Państwo           |
| ---- | ----------------- |
|      | Japonia           |
|      | Chiny             |
|      | Rosja             |
| 4.   | Stany Zjednoczone |
| 5.   | Kanada            |
| 6.   | Francja           |
| 7.   | Tunezja           |